# 滨海杜罗省

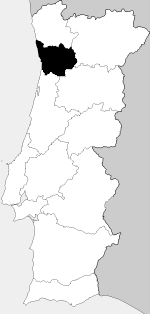
滨海杜罗省

滨海杜罗 （葡萄牙語：Douro Litoral；葡萄牙語發音：[do(ou)ɾu litu'ɾaɫ]）是葡萄牙歷史上的一个省份，首府波爾圖。今日為北部大區的一部分。